# Chlosyne marina
Chlosyne marina es una mariposa endémica de México de la familia Nymphalidae, que fue descrita originalmente bajo el nombre científico de Araschnia marina por Geyer, en 1837.

## Descripción
Esta especie es muy similar en patrones de manchas a otra especie del mismo género, como es Chlosyne endeis, sin embargo, en esta especie, las manchas del ala posterior en su vista dorsal son más cuadradas, y no ovaladas como en C. endeis. Ventralmente las alas anteriores son de color negro. La celda discal es de color anaranjado intenso. Presenta tres puntos blancos dentro de la celda discal y una línea amarilla claro. En el área central del ala o zona postdiscal interna presenta una serie  de manchas de color blanco. Posee otra serie de manchas de color amarillo en la zona postdiscal externa y otra serie del mismo color en el área submarginal. Presenta pelos blancos y negros, con mayor proporción estos últimos en el margen del ala. Presenta cinco bandas de color amarillo, una en el área basal, otras dos más anchas en el área discal, la que se encuentra más cerca del margen externo de estas dos, es interrumpida con una línea roja. La siguiente es dos veces más ancha que estas dos últimas. La cuarta está formada por serie de lúnulas en el área submarginal. Presenta cuatro manchas anaranjado intenso en el área postdiscal externo.Tiene pelos blancos y negros y, en el margen anal o interno, pelos de color blanco.
Patas son de color anaranjado. Antenas son de color negro con escamas blancas, y ápice negro. El tórax es negro con algunos pelos blancos. el abdomen es amarillo con dos líneas negras anchas.

## Distribución
Habita el sur de México, en los estados de Hidalgo, México, Puebla, Guerrero, Morelos, Oaxaca, Veracruz, Chiapas.

## Hábitat
Habita a orillas de la selva baja caducifolia, selva alta perennifolia.  Las principales localidades donde se tiene registro son  Zona Arqueológica de Calakmul; Almolonga;  San Cristóbal de la Casas;  Tuxtla al Sumidero; Mapastepec, Cueva del Borrego; en Omiltemi; Cañón de Lobos;  Pinotepa-Putla; Ciudad de Oaxaca;  Pluma Hidalgo; San José del Pacífico; Tehuantepec; Tierra azul; Tehuacán; Coatepec, etc.

## Subespecies
- Chlosyne marina marina (México)
- Chlosyne marina melitaeoides (C. & R. Felder, 1867) (México)
- Chlosyne marina eumeda (Godman & Salvin, 1894) (Mexico)

## Estado de conservación
No se encuentra enlistada en la norma mexicana NOM-059.